# Achille Gaggia
Achille Gaggia (Feltre, 1º marzo 1875 – Roma, 18 marzo 1953) è stato un imprenditore e politico italiano.

## Biografia
Nato a Feltre, in provincia di Belluno, era figlio di Bartolomeo Gaggia, avvocato. Nel 1899 si laureò in ingegneria all'università di Padova. Venne poi nominato da Giuseppe Volpi vicepresidente della SADE, la società elettrica concessionaria dell'elettricità nel Triveneto.
Nel periodo 1923-24 fu presidente dell'Associazione industriali del Veneto, nel 1928 della sezione industriale del Consiglio provinciale dell'economia di Venezia e nel 1932 fu riconfermato nel Consiglio provinciale dell'economia corporativa di Venezia, fino al 1937. Nel 1934 divenne membro della Corporazione delle industrie chimiche. Nel 1939 venne nominato senatore e fu membro della Commissione dei lavori pubblici e delle comunicazioni.
Nella sua villa di Socchieva, vicino a San Fermo, frazione di Belluno, al confine con il comune di Sedico, si svolse il 19 luglio 1943 l'incontro fra Mussolini e Hitler, meglio noto come l'incontro di Feltre, per discutere la situazione della guerra e le possibili contromisure allo sbarco degli Alleati in Sicilia. Imputato di aver avuto rapporti con il fascismo, fu deferito il 7 agosto 1944 e giudicato dall'Alta Corte di Giustizia per le Sanzioni contro il fascismo, ma non subì alcuna pena.
Nel dicembre 1943 subentrò alla presidenza della SADE a Volpi e vi rimase fino al settembre 1945. In quel periodo, attraverso la mediazione  del professor Egidio Meneghetti, capo del CLN Veneto, finanziò il movimento partigiano per una cifra stimata tra gli 11 e 13 milioni di lire.
Ad Achille Gaggia è stata dedicata la centrale idroelettrica di Soverzene.